# Wharton megye
Wharton megye az Amerikai Egyesült Államokban, azon belül Texas államban található. Megyeszékhelye Wharton, legnagyobb városa El Campo. Lakosainak száma 41 570 fő (2020. április 1.). Wharton megye Austin, Fort Bend, Brazoria, Matagorda, Jackson és Colorado megyékkel határos.

## Népesség
A megye népességének változása:
| Lakosok száma | 41 324 | 41 239 | 41 150 | 41 216 | 41 486 | 41 968 | 41 570 |
|               | 2010   | 2011   | 2012   | 2013   | 2015   | 2017   | 2020   |